# کوکوریاک
کوکوریاک (به بلغاری: Kukuryak) یک منطقهٔ مسکونی در بلغارستان است که در شهرستان کیرکوفو واقع شده‌است.